# 張瓌
張瓌（ちょう かい、生年不詳 - 天監4年7月22日（505年9月6日）は、南朝宋から梁にかけての軍人。字は祖逸。本貫は呉郡呉県。弟は張稷。

## 経歴
宋の右光禄大夫の張永（張岱の兄）の子として生まれた。元嘉年間、江夏王劉義恭の下で太尉行参軍を初任とし、外兵参軍をつとめた。元嘉30年（453年）、劉義恭が太傅となると、張瓌はその下で太傅五官となった。後に太子舎人・中書郎・驃騎従事中郎・司徒右長史を歴任した。元徽2年（474年）、父の張永が桂陽王劉休範の反乱軍と白下で戦って敗れ、阮佃夫らが張永の敗戦の罪を問おうとした。このとき蕭道成が張永のために弁護したので、張瓌は恩に感じて蕭道成と結ぶようになった。通直散騎常侍・驍騎将軍の位を受けた。元徽3年（475年）、張永が死去すると、張瓌は郷里の呉県に帰って喪に服した。
昇明元年（477年）、沈攸之の乱が起こると、呉郡太守の劉遐が3000人を集めて呼応した。劉遐が張瓌を召しだそうとしたため、張瓌は偽ってその命を受け、叔父の張恕とともに呉郡に入った。張瓌は防郡隊主の郭羅雲と共同して劉遐を襲撃した。劉遐が逃げ出すと、張瓌の部下の顧憲子が劉遐を斬った。張瓌が勝利を蕭道成に報告すると、輔国将軍・呉郡太守に任じられ、義成県侯に封じられた。さらに冠軍将軍・東海東莞二郡太守に任じられたが、受けなかった。建元元年（479年）、斉が建国されると、張瓌は平都県侯に改封された。侍中の位を受け、歩兵校尉を兼ねた。建元2年（480年）、都官尚書に転じた。征虜将軍・呉興郡太守として出向した。建元3年（481年）、烏程県令の顧昌玄が罪を問われたが、張瓌は配下である顧の罪を糾さなかったために、免官された。建元4年（482年）、度支尚書となった。
武帝が即位すると、張瓌は鄱陽王蕭鏘の下で冠軍将軍・北中郎長史・襄陽相に任じられ、雍州と北中郎府の事務を代行した。永明2年（484年）、蕭鏘が征虜将軍となると、張瓌は征虜長史に転じた。永明4年（486年）、持節・都督雍梁南北秦四州郢州之竟陵司州之隨郡諸軍事・輔国将軍・雍州刺史として出向した。まもなく寧蛮校尉を兼ねた。建康に召還されて左民尚書となり、右軍将軍を兼ねた。冠軍将軍・大司馬長史に転じた。永明10年（492年）、太常に任じられた。病のために休養を願い出た。永明11年（493年）、散騎常侍・光禄大夫の位を受けて休養に入った。ほどなく武帝に再び再任を求められ、後将軍・南東海郡太守となった。南徐州の府州の事務を代行し、さらに河東王蕭鉉の国事を代行することとなった。着任すると、再び病を訴え、召還されて散騎常侍・光禄大夫の位を受けた。
蕭昭業が即位すると、張瓌は金章紫綬を加えられた。隆昌元年（494年）、蕭昭業が廃位されるにあたって、朝臣たちは西昌侯蕭鸞を迎えるべく宮門に参集したが、張瓌は脚の病にかこつけて行かなかった。蕭昭文が即位すると、張瓌は右将軍の号を加えられた。蕭鸞は外藩の起兵を警戒して、張瓌に命じて石頭に駐屯させ、軍事を監督させた。張瓌は朝廷が安定しないのをみて、病と称して臥せるようになった。同年（建武元年）、明帝（蕭鸞）が即位すると、張瓌は給事中・光禄大夫の位を受けた。建武2年（495年）、北魏の軍が南進してくると、張瓌は本官のまま仮節・都督広陵諸軍事・行南兗州事として出向した、魏軍が撤退すると、張瓌は召還された。
建武末年、明帝の許しを得て故郷に帰り、自適の生活を送った。明帝の病が重くなると、明帝は王敬則を疑い、張瓌を平東将軍・呉郡太守に任用して、不測の事態に備えた。永泰元年（498年）、王敬則が反乱を起こすと、張瓌は3000人の兵を松江に派遣した。しかし王敬則が攻撃を仕掛けると、張瓌の兵はあっさりと敗走し、張瓌は呉郡を放棄して民間に逃れた。王敬則の乱が鎮圧されると、張瓌は呉郡に帰ったが、御史の弾劾を受けて免官され、爵位を剥奪された。永元元年（499年）、光禄大夫の位を受けた。まもなく前将軍の号を受け、金章紫綬を再び受けた。永元3年（501年）、蕭衍の軍が東下してくると、張瓌は蕭宝巻より仮節を受け、石頭城に駐屯した。蕭衍の軍が新亭に到達すると、張瓌は石頭城を放棄して建康の宮中に逃げ帰った。天監元年（502年）、梁が建国されると、張瓌は右光禄大夫の位を受けた。
天監4年7月辛卯（505年9月6日）、死去した。

## 子女
12人の男子があった。
- 張率
- 張盾（字は士宣、無錫県令・湘東王記室）

## 伝記資料
- 『南斉書』巻24 列伝第5
- 『南史』巻31 列伝第21